# Sílvia Sommerlath
Sílvia Sommerlath, reina de Suècia (Heidelberg, 23 de desembre de 1943) és la filla de Walther Sommerlath, un fabricant d'armes alemany i nazi militant i d'Alícia Soares de Toledo, una brasilera d'orígens aristocràtics. L'any 1976 es va casar amb el rei Carles XVI Gustau de Suècia i esdevé reina del país escandinau.

## Antecedents
Hi ha confusió sobre el paper, o no, de són pare durant el nazisme. Ella mateixa va relativitzar i va demanar comprensió per son pare: «S'ha de comprendre psicològicament com va ser quan Alemanya va sorgir de sobte de les cendres i la seva alegria que la Pàtria va tornar. Per això el meu pare va donar suport a Alemanya i es va fer membre del partit. Però no era políticament actiu. No era un militant». Des de 1934, quan encara vivia al Brasil, era molt actiu en la federació exterior del partit NSDAP que hi promovia la dictadura nazi i l'antisemitisme. Historiadors dubten que hauria sigut un mer seguidor. Va comprar el 1939 una fàbrica a Berlín per un preu ridícul de l'empresari jueu Efim Wechsler, profitant la política d'arianització dels nazis.
Segons la reina, era una fàbrica que només produïa electrodòmestics inocents com ara assecadors i ferrocarrils de joguina. Hi ha documents del ministeri de Defensa que proven que fabricava també cotxes blindats i dispositius òptics per a la defens antiaèria. Tot això va passar abans que Sílvia Sommerlath va néixer el 1943 i és possible que no n'ha sabut res que la versiío de son pare, però segons l'historiador Deland no és una raó per negar o amoixar el que va passar realment abans el seu naixement. Altres fons diuen que el pare va participar en la resistència contra Adolf Hitler. Hi ha molta critica sobre la comunicació confusa de la casa reial sobre el passat del pare de Sommerlath.

## Biografia
A la fi de la Segona Guerra Mundial, la família Sommerlath va tornar al Brasil fins a l'any 1957 quan van tornar a Alemanya. Abans de casar-se amb el rei de Suècia, Sommerlath havia treballat al Consolat de l'Argentina a Múnic amb motiu dels Jocs Olímpics de 1972 i posteriorment va actuar de Cap de Protocol dels Jocs Olímpics d'Hivern d'Innsbruck. També treballà d'assistent de vol. Parla suec, alemany, francès, castellà, portuguès, anglès i la llengua de signes.
Durant els Jocs Olímpics de 1972, va conéixer el príncep hereu Carles Gustau de Suècia. La relació passà desapercebuda durant tres anys, fins al dia 12 de març de l'any 1976 quan s'anuncià el noviatge i el casament tres mesos després. Fou el primer casament d'un monarca suec amb una persona no pertanyent a la reialesa.
Té tres fills: Victòria (1977) princesa hereva, Carles Felip (1979) i Magadalena (1982) i vuit nets.
L'activitat desenvolupada per la reina al país escandinau ha permès a la monarquia recuperar el prestigi i la popularitat perduda en les dècades anteriors fins al punt que un rotatiu suec publicà: «Amb Sílvia, la república ha mort». Molt s'ha discutit sobre fins a quin punt, Walter Sommerlath, participà en el moviment nacionalsocialista. La Cort Sueca reconegué implícitament la participació en el règim del pare de la reina Sommerlath, però se'n va excusar amb l'argument no pertanyia a la família reial.
La reina ha desenvolupat una llarga activitat en favor de les persones que pateixen dislèxia. La dislèxia afectà al rei Carles XVI Gustau de Suècia quan era petit, i la mateixa reina, després de molts anys de rumor, s'encarregà de confirmar-ho afegint que durant la seva infantesa no es va prestar prou atenció al problema. La princesa hereva Victòria de Suècia també ha patit aquesta malaltia. Ha creat una organització per combatre la demència senil, la reina va construir el seu projecte d'ajuda a partir de la seva experiència personal amb la seva mare.